# Commonwealth (美国的州)

“commonwealth ”這一名詞被美國五十個州中的四個做為正式名稱採用。「commonwealth」是傳統英語中為共同利益而建立的政治共同體。這四個州分別是肯塔基州、麻薩諸塞州、賓夕法尼亞州與維吉尼亞州。在美利堅合眾國組成之前，這些州份都是英國殖民地（雖然肯塔基當時並非獨立實體，而是維吉尼亞的一部分）因此，這些州份在法律與制度上都被英國普通法系影響很深。

## 中文翻译
多数书籍将commonwealth译为“州”，和state相同。比较罕见的译法（用于和state区分）有“共和政体”、“民主联邦”等。